# Julie Derron
Julie Derron (Zurique, 10 de dezembro de 1996) é uma triatleta suíça.

## Carreira
Derron venceu o Triatlo Alpe d'Huez em 2017. Ela venceu o Campeonato Europeu de Triatlo Sprint em 2019 em Kazan. Ela venceu o Campeonato Europeu de Triatlo de 2021 em Valência. Ela ganhou uma medalha de bronze no revezamento misto no Campeonato Europeu de Triatlo de 2022 em Munique.
Em 2023, ela foi medalhista de bronze no Campeonato Mundial de Triatlo Misto de Revezamento no revezamento misto em Hamburgo. Em 2024, ela conquistou a vitória na Copa do Mundo de Chengdu.
Nos Jogos Olímpicos de Verão de 2024, em Paris, conquistou a medalha de prata no evento feminino do triatlo, com o tempo de 1:55:01.